# 7369 Gavrilin
A 7369 Gavrilin (ideiglenes jelöléssel 1975 AN) egy marsközeli kisbolygó. Smirnova T. M. fedezte fel 1975. január 13-án.